# Məhəmmədrəsul Məcidov
Məhəmmədrəsul Yusub oğlu Məcidov (international auch Magomedrasul Majidov; * 27. September 1986 in Urchutschimachi, Dagestanische ASSR, Russische SFSR, Sowjetunion) ist ein aserbaidschanischer Profiboxer im Schwergewicht.

## Amateurkarriere
Məhəmmədrəsul Məcidov gewann 2011 die Weltmeisterschaften in Baku, wobei er unter anderem Erislandy Savón, Iwan Dytschko und Anthony Joshua besiegte. Bei den Weltmeisterschaften 2013 in Almaty gewann er erneut den WM-Titel, wobei er unter anderem Magomed Omarow, Roberto Cammarelle und Iwan Dytschko bezwang.
Als Doppelweltmeister nahm er an den Olympischen Sommerspielen 2012 in London teil, setzte sich gegen Meji Mwamba und Magomed Omarow durch, ehe er mit 12:13 gegen Roberto Cammarelle ausschied und eine Bronzemedaille gewann.
2013 wurde er in Minsk Europameister; er siegte auf dem Weg zum Titel gegen Mihai Nistor, Wiktar Sujeu und Sergei Kusmin. Des Weiteren gewann er 2015 eine Bronzemedaille bei den Europaspielen in Baku. Nach Siegen gegen Micheil Bachtidze und Ali Demirezen, schied er aufgrund einer Verletzung kampflos im Halbfinale gegen Gassan Gimbatow aus und verpasste dadurch auch die Weltmeisterschaften 2015.
2016 nahm er an der europäischen Olympiaqualifikation in Samsun teil, besiegte Dean Gardiner, Guido Vianello und Ali Demirezen, ehe er erst im Finale knapp mit 1:2 gegen Joseph Joyce unterlag und sich damit für die Olympischen Spiele 2016 in Rio de Janeiro qualifizierte. Dort erreichte er mit einem Sieg gegen Mohamed Arjaoui, sowie einer Niederlage gegen Iwan Dytschko, einen neunten Platz.
2017 gewann er die Islamic Solidarity Games in Baku und nahm an den Europameisterschaften in Charkiw teil, wo er gegen Petar Belberow in das Viertelfinale einzog und dort mit 2:3 gegen Djamili-Dini Aboudou unterlag. Bei den Weltmeisterschaften 2017 in Hamburg schlug er Satish Kumar, Hussein Iashaish, diesmal auch Djamili-Dini Aboudou, sowie Joseph Goodall und Qamschybek Qongqabajew, womit er zum bereits dritten Mal Weltmeister werden konnte.

### World Series of Boxing
In der Saison 2010/2011 boxte er für das Team Baku Fires in der World Series of Boxing (WSB), wo er jeden seiner sieben Kämpfe gewann, darunter gegen Rustam Saidov und Tony Yoka. Im Finale der Individualwertung unterlag er im Mai 2011 in Guiyang dem Italiener Clemente Russo.
In der Saison 2012/13 gewann er zwei von drei Kämpfen, seine Niederlage erlitt er im März 2013 gegen Oleksandr Ussyk. In der Saison 2014/15 bestritt er vier weitere Kämpfe mit drei Siegen in der WSB, seine Niederlage erlitt er im Januar 2015 gegen Magomed Omarow.

## Profikarriere
Im September 2019 wurde er von Matchroom Boxing USA unter Vertrag genommen. Sein Debüt gewann er am 13. September 2019 im Madison Square Garden von New York City durch TKO in der vierten Runde gegen Ed Fountain.
Nach zwei weiteren vorzeitigen Siegen gegen Tom Little und Sahret Delgado, verlor er am 17. April 2021 durch KO in der ersten Runde gegen den Russen Andrei Fedossow. Məcidov konnte den Kampf nach zwei Niederschlägen und einer Knöchelverletzung nicht fortsetzen.